# Survivor Series 2000
Survivor Series (2000) was een professioneel worstel-pay-per-view (PPV) evenement dat georganiseerd werd door de World Wrestling Federation (WWF, nu WWE). Het was de 14e editie van Survivor Series en vond plaats op 19 november 2000 in het Ice Palace in Tampa, Florida.

## Matches
| Nr. | Match | Winnaar(s)                                | Opmerkingen                                                                          | Bron  |
| --- | --- | ----------------------------------------- | ------------------------------------------------------------------------------------ | ----- |
| 1H  | Val Venis (met Bull Buchanan, Christian, Edge en The Goodfather) vs. Jeff Hardy (met Bubba Ray Dudley, D-Von Dudley, Lita EN Matt Hardy)                                | Val Venis                                 | Eén-op-één match. Vooraf opgenomen op Heat.                                          | [ 1 ] |
| 2   | Steve Blackman, Crash Holly & Molly Holly vs. T & A (Albert & Test) & Trish Stratus                                                                                     | Steve Blackman, Crash Holly & Molly Holly | 6-Person Mxied Tag Team match.                                                       | [ 2 ] |
| 3   | The Radicalz (Eddie Guerrero, Chris Benoit, Dean Malenko & Perry Saturn) (met Terri) vs. Billy Gunn, Chyna, K-Kwik & Road Dogg                                          | The Radicalz                              | 4-tegen-4 Survivor Series elimination match.                                         | [ 2 ] |
| 4   | Kane vs. Chris Jericho | Kane                                      | Eén-op-één match.                                                                    | [ 2 ] |
| 5   | William Regal (c) vs. Hardcore Holly | William Regal                             | Eén-op-één match voor het WWF European Championship. Regal won door diskwalificatie. | [ 2 ] |
| 6   | The Rock vs. Rikishi | The Rock                                  | Eén-op-één match.                                                                    | [ 2 ] |
| 7   | Ivory (c) vs. Lita | Ivory                                     | Eén-op-één match voor het WWF Women's Championship.                                  | [ 2 ] |
| 8   | Kurt Angle (c) vs. The Undertaker | Kurt Angle                                | Eén-op-één match voor het WWF Championship.                                          | [ 2 ] |
| 9   | The Dudley Boyz (Bubba Ray & D-Von Dudley) & The Hardy Boyz (Jeff & Matt Hardy) vs. Edge & Christian & Right to Censor (Bull Buchanan & The Goodfather) (met Val Venis) | The Dudley & Hardy Boyz.                  | 4-tegen-4 Survivor Series elimination match.                                         | [ 2 ] |
| 10  | Stone Cold Steve Austin vs. Triple H | N.V.T.                                    | No Disqualification match.                                                           | [ 2 ] |